# يزيد الغامدي
يزيد الغامدي مواليد 14 أبريل 2003 في السعودية، هو لاعب كرة قدم سعودي يلعب كمهاجم في نادي العين معار من النادي الأهلي.